# Hans Dorr
Hans Dorr (Sonthofen, 7 de abril de 1912 — Judenburg, 17 de abril de 1945) foi um oficial alemão que serviu durante a Segunda Guerra Mundial. Foi condecorado com a Cruz de Cavaleiro da Cruz de Ferro.

## Sumário da carreira

### Condecorações
- Cruz de Ferro
  - 2ª classe (14 de novembro de 1939)
  - 1ª classe (20 de agosto de 1940)
- Distintivo de Ferido (1939)
  - em Preto (20 de outubro de 1940)
  - em Prata (20 de agosto de 1941)
  - em Ouro (20 de abril de 1942)
- Cruz Germânica em Ouro (19 de dezembro de 1941)
- Medalha Oriental (1 de setembro de 1942)
- Distintivo de Combate Corpo a Corpo
  - em Bronze (15 de setembro de 1943)
  - em Prata (3 de maio de 1944)
- Distintivo da Infantaria de Assalto em Prata (20 de abril de 1942)
- Distintivo de Destruição de Tanques (28 de abril de 1944)
- Cruz de Cavaleiro da Cruz de Ferro (27 de setembro de 1942) como Hauptsturmführer e chefe do 4./Regimento de Infantaria SS "Germania"
  - 327ª Folhas de Carvalho (13 de novembro de 1943) como Hauptsturmführer e comandante do I./Regimento de Granadeiros Panzer SS "Germania"
  - 77ª Espadas (9 de julho de 1944) como Sturmbannführer e comandante do 9.º Regimento de Granadeiros Panzer SS "Germania"
- Distintivo Esportivo da SA
- Distintivo de Cavaleiro Alemão em Bronze
- Distintivo Esportivo da DRL em Bronze

### Promoções
- 1 de maio de 1933 – Anwärter
- 1 de outubro de 1934 – Sturmmann
- 1 de junho de 1935 – Rottenführer
- 15 de novembro de 1935 – Unterscharführer
- 20 de abril de 1937 – Scharführer
- 1 de abril de 1938 – Standartenjunker
- 12 de agosto de 1938 – Standartenoberjunker
- 9 de novembro de 1938 – Untersturmführer (segundo-tenente)
- 30 de janeiro de 1940 – Obersturmführer (primeiro-tenente)
- 9 de novembro de 1941 – Hauptsturmführer (capitão)
- 9 de novembro de 1943 – Sturmbannführer (major)
- 18 de agosto de 1944 – Obersturmbannführer (tenente-coronel)